# Zhouwan Shuiku
Zhouwan Shuiku (kinesiska: 周湾水库) är en reservoar i Kina. Den ligger i provinsen Fujian, i den sydöstra delen av landet, omkring 130 kilometer nordost om provinshuvudstaden Fuzhou. Zhouwan Shuiku ligger 73 meter över havet.
Genomsnittlig årsnederbörd är 1 950 millimeter. Den regnigaste månaden är juni, med i genomsnitt 274 mm nederbörd, och den torraste är oktober, med 71 mm nederbörd.